# مارک رنیر
مارک رنیر (انگلیسی: Marc Renier؛ زادهٔ ۲۸ مارس ۱۹۵۳) دوچرخه‌سوار اهل بلژیک است.
از باشگاه‌هایی که در آن بازی کرده‌است می‌توان به تیم دوچرخه‌سواری کاس اشاره کرد.